# ستان ريتشاردز
ستان ريتشاردز (بالإنجليزية: Stan Richards)‏ (21 يناير 1917 بكارديف في المملكة المتحدة - 19 أبريل 1987 بويلز في المملكة المتحدة) هو لاعب كرة قدم بريطاني (وحمل سابقاً جنسية المملكة المتحدة لبريطانيا العظمى وأيرلندا) في مركز الهجوم. شارك مع منتخب ويلز لكرة القدم. أما مع النوادي، فقد لعب مع سوانزي سيتي وكارديف سيتي ونادي باري تاون يونايتد وهافرفوردويست ‏.

## وصلات خارجية
- ستان ريتشاردز على موقع قاعدة بيانات كرة القدم.إي يو (الإنجليزية)